# Schnedinghausen
Schnedinghausen ist ein Ortsteil der Stadt Northeim.

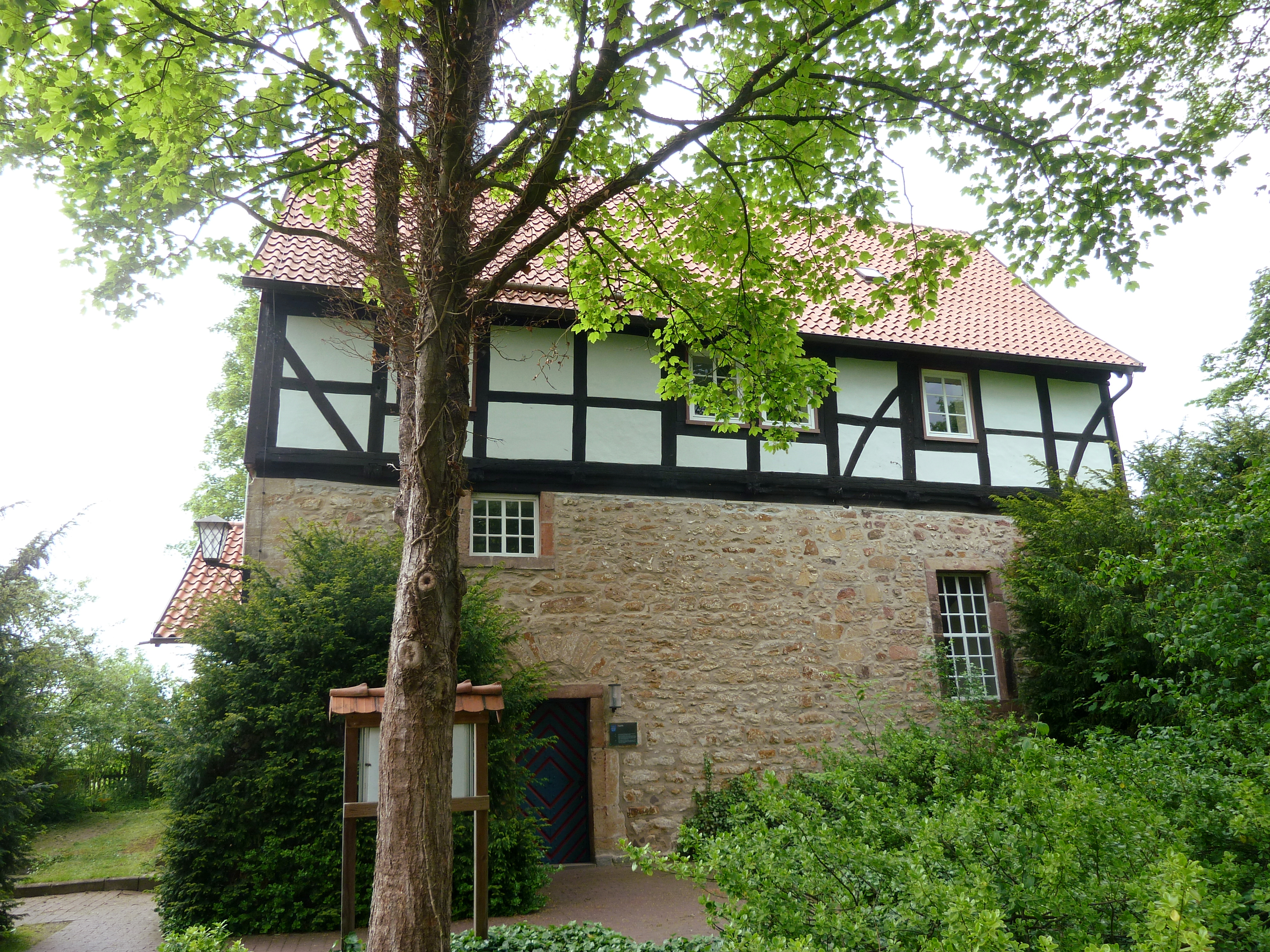
Marienkapelle, ehemals Kapelle des Amelungsborner Klosterhofs

## Geschichte
Um 1200 wurde die Siedlung mit dem plattdeutschen Namen Snetjehusen gegründet. Das Präfix Sned, abgekürzt Sen(= Grenze) deutet darauf hin, dass der Ort einst an der Grenze zweier Herrschaftsgebiete gelegen haben muss.
Es gehörte zum Kloster Amelungsborn. Mönche im Ort bewirtschafteten den Klosterhof. Nach der Auflösung des Klosters Amelungsborn gingen auch die in Schnedinghausen gelegenen Besitzungen in den Besitz des Braunschweigisch–Wolfenbüttelschen Staates über und wurden nun verpachtet.
Im Jahre 1776 kaufte Hanns-Ernst von Hardenberg den ehemaligen Klosterhof. Vermutlich legte er die Mühle die Brauerei und die Brennerei an. Ab 1777 war auf dem Gut in Schnedinghausen ein Hardenbergisches Untergericht über Schnedinghausen, Berwartshausen und Hillerse. Bis 1803 war der Klosterhof dann hardenbergisch. Im gleichen Jahr haben jeweils vier Bauern aus Schnedinghausen und Berwartshausen den Hof mit allen Gerechtigkeiten, auch der Gerichtsbarkeit, für 30000 Taler gekauft. Damit entfielen ab dem Zeitpunkt jegliche Zehntabgaben an das Geschlecht derer zu Hardenberg, jedoch war Schnedinghausen noch zu Zahlungen der Steuern an den König von England und das Haus Hannover verpflichtet. Bis zur Mitte des 19. Jahrhunderts besaß der Ort keine eigene Schule, die Kinder mussten täglich nach Moringen fahren, erst 1852 wurde eine in Schnedinghausen erbaut. Nach 110 Jahren wurde diese 1962 geschlossen, Ausweichschule war wiederum jene in Moringen.
Im Jahre 1920 erhielt der Ort, durch den Einbau eines Generators in die Dorfmühle, Zugang zur Elektrizität, der Ortsrat wurde erstmals 1996 gewählt.
Am 1. März 1974 wurde Schnedinghausen in die Kreisstadt Northeim eingegliedert.

## Politik

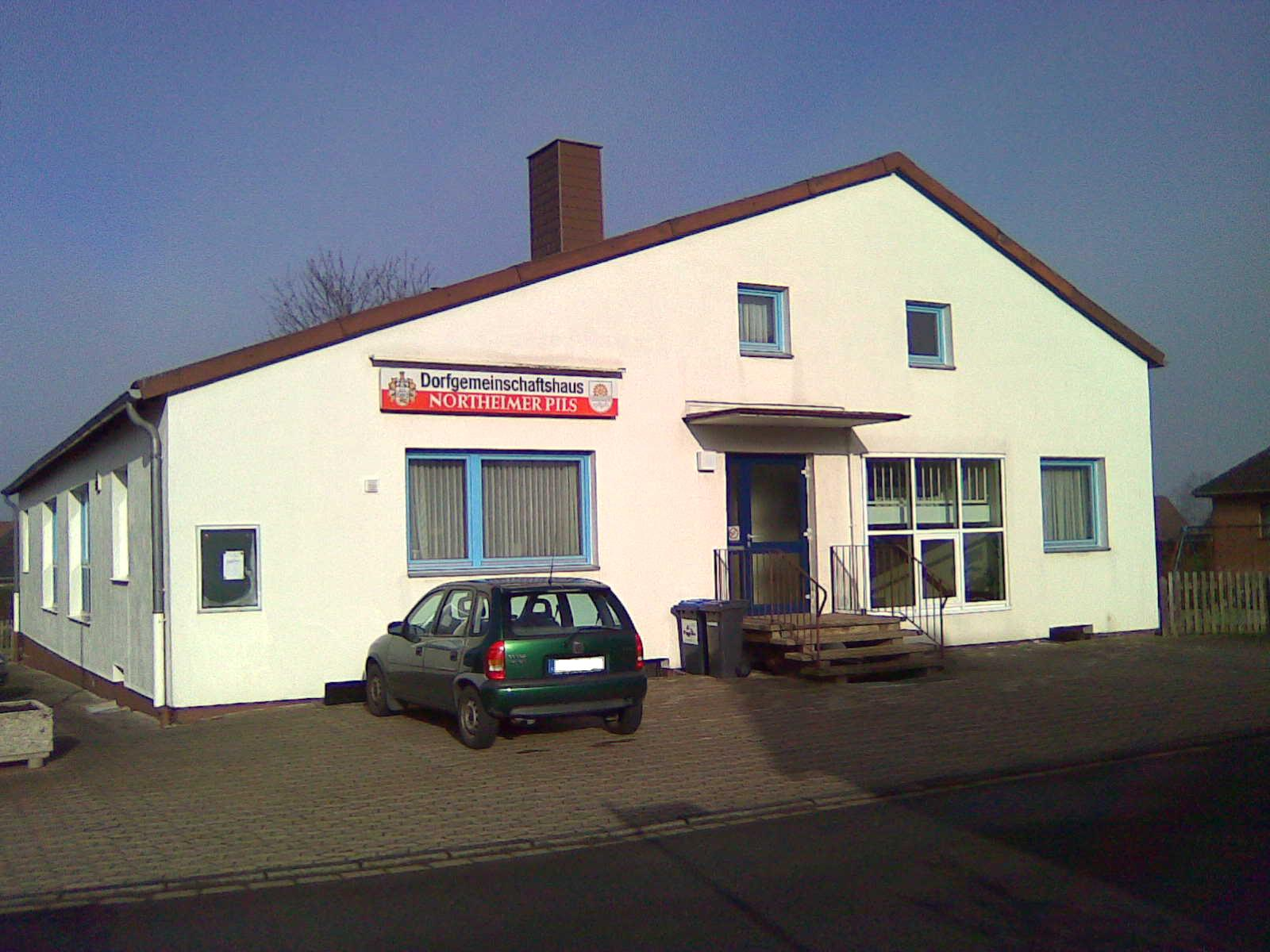
Dorfgemeinschaftshaus

Ortsvorsteher von Schnedinghausen ist Josef Diekgerdes (Stand April 2020).

## Kultur und Sehenswürdigkeiten

### Ev.-luth. St. Marienkapelle
Die St. Marienkapelle entstammt dem ehemaligen Klosterhof und wurde im 13. Jahrhundert errichtet. Es besitzt einen etwa 5 m hohen massiven Unterbau aus Bruchstein mit Eckquaderung. Der ursprünglich an der Westseite befindliche Eingang wurde im 18. Jahrhundert an die Südseite der Kapelle verlegt. Zur selben Zeit wurden die Fenster aufgeweitet und das Mauerwerk wieder verputzt. Während des 17. Jahrhunderts erhielt die Kapelle einen Fachwerkaufbau mit 11 Gebinden, der vermutlich als Speicher diente. Der Dachreiter stammt aus dem Jahr 1745, die Glocke goss Johann Peter Grete aus Braunschweig 1772. Als 2003 das Haus aufgrund der Baufälligkeit geschlossen werden sollte, gründete sich ein Förderverein, der fortan für die Erhaltung der Kapelle eintritt.